# ハロルド・アーレン

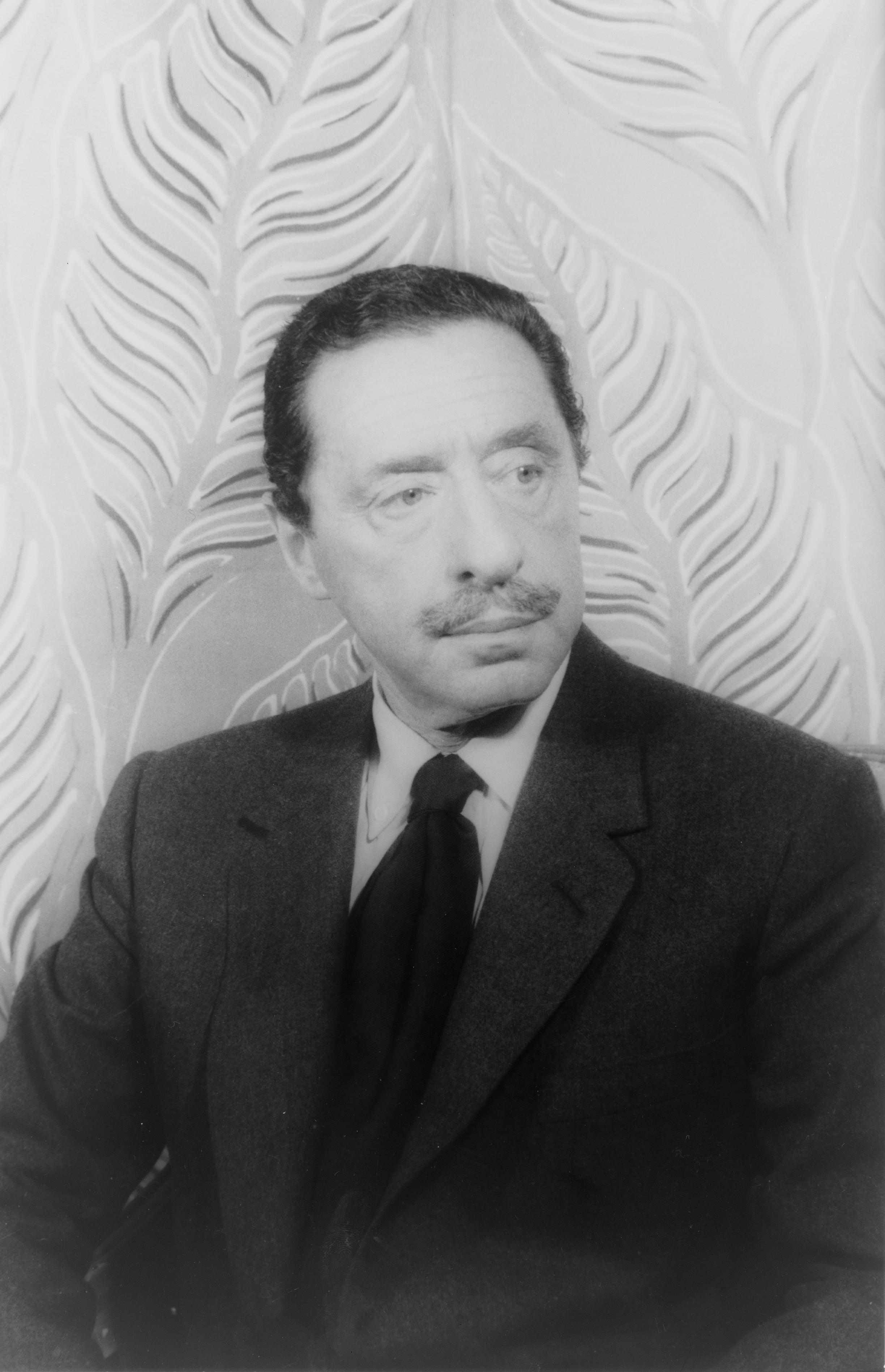
ハロルド・アーレン(1960年5月17日、Van Vechten Collection提供)

ハロルド・アーレン（Harold Arlen、1905年2月15日 - 1986年4月23日）は、アメリカの作曲家。

## 人物
500曲以上を手掛け、代表作の一つにミュージカル映画『オズの魔法使』（1938年）で用いられた「虹の彼方に」がある。
「虹の彼方に」は全米レコード工業会（RIAA）と全米芸術基金（NEA）により「二十世紀の1曲」に選ばれた。
1940年、作詞家ジョニー・マーサーと組んで『ブルース・イン・ザ・ナイト』、『アウト・オブ・ジス・ワールド』、"That Old Black Magic"、"Ac-Cent-Tchu-Ate the Positive"、"Any Place I Hang My Hat Is Home"、"Come Rain or Come Shine"、"One for My Baby (and One More for the Road)"などを書いた。

## ブロードウェイ・ミュージカル/レヴュー作品
- Earl Carroll's Vanities of 1930 （1930年） - レヴュー
- You Said It （1931年） - ミュージカル
- Earl Carroll's Vanities of 1932 （1932年） - レヴュー、作曲・作詞はテッド・ケーラーと共同
- Americana （1932年） - レヴュー
- George White's Music Hall Varieties （1933年） - レヴュー
- Life Begins at 8:40 （1934年） - レヴュー
- The Show is On （1936年） - レヴュー
- Hooray for What! （1937年） - ミュージカル
- Bloomer Girl （1944年） - ミュージカル
- St. Louis Woman （1946年） - ミュージカル
- House of Flowers （1954年） ミュージカル、共同作曲・作詞の一員
- Mr. Imperium （1951年） – ミュージカル映画
- Jamaica （1957年） – ミュージカル、トニー賞入選
- Saratoga （1959年） - ミュージカル

## 主な楽曲
- "I've Got the World on a String" – テッド・ケーラー作詞
- 「イッツ・オンリー・ア・ペーパー・ムーン」("It's Only a Paper Moon") – Billy Rose、エドガー・イップ・ハーバーグ作詞
- "Ac-Cent-Tchu-Ate the Positive" –  ジョニー・マーサー作詞
- "Between the Devil and the Deep Blue Sea" –テッド・ケーラー作詞
- 「ブルース・イン・ザ・ナイト」（"Blues in the Night"） – ジョニー・マーサー作詞
- 「降っても晴れても」("Come Rain or Come Shine") – ジョニー・マーサー作詞
- "Get Happy" – テッド・ケーラー作詞
- 「レッツ・フォール・イン・ラヴ」（"Let's Fall in Love"）– テッド・ケーラー作詞
- "Happiness Is a Thing Called Joe" –  エドガー・イップ・ハーバーグ作詞
- "Hit the Road to Dreamland" – ジョニー・マーサー作詞
- "I Gotta Right to Sing the Blues" – テッド・ケーラー作詞
- "Ill Wind" – テッド・ケーラー作詞
- "Stormy Weather" – テッド・ケーラー作詞
- "That Old Black Magic" – ジョニー・マーサー作詞
- "The Man That Got Away" - アイラ・ガーシュウィン作詞
- "This Time the Dream's on Me" – ジョニー・マーサー作詞
- "One for My Baby (and One More for the Road)" – ジョニー・マーサー作詞 ※NBCのテレビドラマ "Meet McGraw"（フランク・ラブジョイ主演）の主題歌
- "Out of This World" – ジョニー・マーサー作詞
- 「虹の彼方に」（"Over the Rainbow"） – エドガー・イップ・ハーバーグ作詞
- "As Long as I Live" – テッド・ケーラー作詞
- "Ding-Dong! The Witch Is Dead" – エドガー・イップ・ハーバーグ作詞
- "For Every Man There's a Woman" – レオ・ロビン作詞
- "Hooray for Love" - レオ・ロビン作詞
- "Down with Love" – エドガー・イップ・ハーバーグ作詞
- "I Could Go On Singing" – エドガー・イップ・ハーバーグ作詞
- "If I Only Had a Brain" – エドガー・イップ・ハーバーグ作詞
- "I Had Myself A True Love" – ジョニー・マーサー作詞
- "It Was Written in the Stars" – レオ・ロビン作詞
- 「ラスト・ナイト・ウェン・ウィ・ウェア・ヤング」（"Last Night When We Were Young" ）– エドガー・イップ・ハーバーグ作詞
- "Let's Take a Walk Around the Block" –  アイラ・ガーシュウィン、エドガー・イップ・ハーバーグ作詞
- "Like A Straw In The Wind"
- "Lydia the Tattooed Lady" – エドガー・イップ・ハーバーグ作詞
- "Any Place I Hang My Hat Is Home" - ジョニー・マーサー作詞
- "My Shining Hour" – ジョニー・マーサー作詞
- "Right As The Rain" –  エドガー・イップ・ハーバーグ作詞
- "Sing My Heart" – テッド・ケーラー作詞
- "So Long, Big Time!" – Dory Langdon作詞（recorded in Finland by Carola）
- "When the Sun Comes Out" – テッド・ケーラー作詞
- "A Sleepin' Bee" – ハロルド・アーレン、Truman Capote作詞

## 映画
- 2003 – Stormy Weather: The Music of Harold Arlen ラリー・ワインスタイン監督